# 马拉加毕加索博物馆
马拉加毕加索博物馆（西班牙語：Museo Picasso Málaga）是西班牙南部安達盧西亞自治区马拉加市的一座博物馆。博物馆于2003年开幕，在布埃纳比斯塔宫殿展出由毕加索家族捐赠的285幅画作。畢卡索就出生在距离这附近仅200米的圣母赎虏广场（Plaza de la Merced，又名梅尔塞德广场）。

## 历史

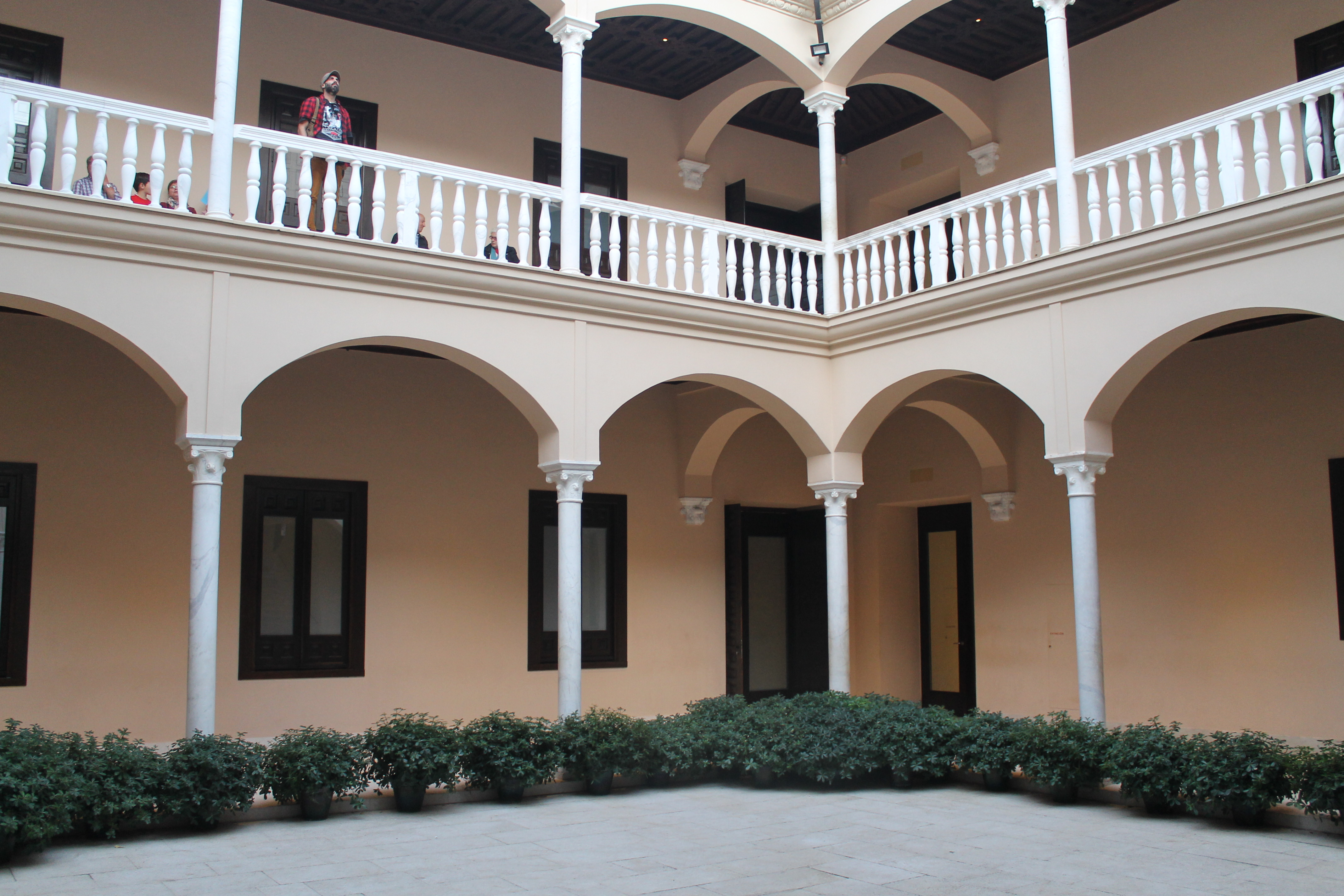

1953年的佛朗哥时期，就曾有学者提议建设毕加索出身地博物馆的计划，布埃纳比斯塔宫殿成为理想的选址地。然而之后却一直停滞不前。1996年，毕加索博物馆建设计划被重新提上日程。
对布埃纳比斯塔宫殿的翻修是一项重大任务，由美国建筑师理查德·格鲁克曼（Richard Gluckman）和西班牙籍建筑师伊莎贝尔·卡马拉、拉斐尔·马丁·德尔加多主持。格鲁克曼算是马拉加的名人，因为他之前成功改造了该市的主教宫，并将其作为展览地。整个翻修项目的预算约为20亿比塞塔，折合约2千万美元。因为翻修可能会对历史遗迹造成破坏，他们在三个月后才获得施工许可。
格鲁克曼最初的计划是对宫殿进行简单修复，但随着施工进展，他决定改用其他方法。他认为宫殿本身太小，难以容纳预期的展品。于是他的团队收购了相邻的房产，并获得了对现有建筑物的合并及损坏许可。1998年7月，他提出了最初的项目规划，后来的范围扩展到周围的图书馆/文献中心、礼堂和学校，最终他决定合并整修宫殿附近的几座年久失修的历史建筑，并改造为现代化办公楼和新礼堂。
翻修工作的设计存在着诸多难点。例如，博物馆要存放画作，就要考虑到对温度、空气湿度和清洁度的保持。这得依靠一个优良的管道系统，且必须足够隐蔽，不会对观众造成视觉上的破坏。同时在安装管道时也不能过度穿凿墙壁，不能削弱建筑物的支撑结构。格鲁克曼通过巧妙的设计解决了部分问题。在白色大理石板附近安装空气交换通风口，并用伪穆德哈尔元素装饰，外观上与墙壁融为一体。照明和采光同样以现代科技方式实现，并用伪装的古代元素装饰，达到“以假乱真”的效果。2002年3月，施工中的博物馆发生火灾，三个展览厅受到损坏。受损的16世纪天花板由马德里塔乌赫尔公司负责修复。他们主要采用了传统修复工艺，并辅以计算机辅助设计技术实现了修复工作。
翻修中的地基挖掘工作带来了有意思的发现：宫殿边墙和塔楼遗址可以追溯到迦太基时期。工作人员还发现了羅馬帝國魚醬工厂的遗址，和格拉納達王國早期宫殿遗址。因此，这里的地下本身就可以当作一个考古学博物馆。现在，游客可以从透明地板窥探这些古文明遗迹。
博物馆最终于2003年10月17日开放，西班牙国王和王后出席了博物馆开幕式。
格鲁克曼团队因此获得了2005年由美國建築師學會颁发的设计奖。尽管如此，也有不少学者对此提出质疑和批评。马拉加历史学家玛丽亚·萨利纳斯·鲁伊斯反对这次翻修，认为这些改造对历史遗迹造成了无法挽回的损失，毁掉了宫殿的“采光优势”，原有的“奇幻的空间设计，蜿蜒曲折的回廊以及喷泉”景观已经不复存在。